# DFB-Pokal der Frauen 1998-1999
La DFB-Pokal der Frauen 1998-1999 è stata la 19ª edizione della Coppa di Germania riservata alle squadre di calcio femminile. La finale si è svolta all'Olympiastadion di Berlino ed è stata vinta per la prima volta dal FFC Francoforte, superando le avversarie della finale precedente del FCR 2001 Duisburg con il risultato di 1-0 in trasferta. 

## Turno di qualificazione
| Squadra 1            | Risultato | Squadra 2   |
| -------------------- | --------- | ----------- |
| FC Oster Oberkirchen | 0 - 3     | TuS Ahrbach |

## Primo Turno
Le gare si sono svolte tra il 16 e 17 agosto 1998.
| Squadra 1                 | Risultato | Squadra 2             |
| ------------------------- | --------- | --------------------- |
| Turbine Potsdam II        | -         | Polizei SV Rostock    |
| SV Sereetz                | 0 – 7     | Grün-Weiß Brauweiler  |
| Amburgo                   | 0 - 2     | 2001 Duisburg         |
| SV Oberteuringen          | 1 - 11    | Siegen                |
| SC Siegelbach             | 0 - 8     | Niederkirchen         |
| Norimberga                | 1 - 2     | FSV Francoforte       |
| FSV Magdeburg-Wolmirstedt | 0 - 7     | Turbine Potsdam       |
| TSV Gera-Zwötzen          | 0 - 3     | Wolfsburg             |
| Erzebirge Aue             | 0 - 1     | Hertha Zehlendorf     |
| FC Huchting               | 0 – 10    | Heike Rheine          |
| DJK Arminia Ibbenbüren    | 5 - 0     | Lorbeer Rotheburgsort |
| DFC Eggenstein            | 1 - 8     | Praunheim             |
| TuS Ahrbach               | 1 - 6     | Saarbrücken           |
| Garather SV               | 1 – 4     | TuS Köln              |
| TuS Linter                | 1 - 2     | Friburgo              |
| Klinge Seckach            | 0 - 10    | Bad Neuenahr          |

## Secondo Turno
Le gare si sono svolte tra il 29 novembre 1998 al 21 febbraio 1999.
| Squadra 1              | Risultato   | Squadra 2            |
| ---------------------- | ----------- | -------------------- |
| Hertha Zehlendorf      | 1 - 0       | Grün-Weiß Brauweiler |
| DJK Arminia Ibbenbüren | 0 – 10      | Turbine Potsdam      |
| 2001 Duisburg          | 4 - 1       | Siegen               |
| Turbine Potsdam II     | 0 - 6       | Wolfsburg            |
| Saarbrücken            | 3 - 1       | Friburgo             |
| TuS Köln               | 1 - 4 (dts) | Heike Rheine         |
| Bad Neuenahr           | 2 - 1       | FSV Francoforte      |
| 1. FFC Francoforte     | 3 - 0       | Niederkirchen        |

## Quarti di finale
Le gare si sono svolte il 28 febbraio 1999.
| Squadra 1         | Risultato   | Squadra 2          |
| ----------------- | ----------- | ------------------ |
| Hertha Zehlendorf | 1 - 0 (dts) | Saarbrücken        |
| Heike Rheine      | 0 - 4       | 2001 Duisburg      |
| Bad Neuenahr      | 2 - 3       | Turbine Potsdam    |
| Wolfsburg         | 1 - 4       | 1. FFC Francoforte |

## Semifinali
Le gare si sono svolte il 4 aprile 1999.
| Squadra 1          | Risultato | Squadra 2         |
| ------------------ | --------- | ----------------- |
| 2001 Duisburg      | 2 - 0     | Turbine Potsdam   |
| 1. FFC Francoforte | 5 - 0     | Hertha Zehlendorf |

## Finale
| Arbitro: | Elke Frielenbach (Much) |

|  |           |            |
|  | Marcatori | 43’ Künzer |